# فرانك كولمان
فرانك كولمان هو سياسي كندي، ولد في 1953 في كندا. حزبياً، نشط في حزب المحافظين التقدمي في نيوفندلاند ولابرادور ‏.